# Giải quần vợt Argentina Mở rộng 2019
Giải quần vợt Argentina Mở rộng 2019 là một giải quần vợt nam thi đấu trên mặt sân đất nện ngoài trời. Đây là lần thứ 22 giải ATP Buenos Aires được tổ chức, và là một phần của ATP World Tour 250 của ATP Tour 2019. Giải đấu diễn ra ở Buenos Aires, Argentina, từ ngày 11 đến ngày 17 tháng 2 năm 2019.

## Nội dung đơn

### Hạt giống
| Quốc gia | Tay vợt           | Xếp hạng1 | Hạt giống |
| -------- | ----------------- | --------- | --------- |
| AUT      | Dominic Thiem     | 8         | 1         |
| ITA      | Fabio Fognini     | 15        | 2         |
| ITA      | Marco Cecchinato  | 19        | 3         |
| ARG      | Diego Schwartzman | 20        | 4         |
| POR      | João Sousa        | 39        | 5         |
| CHI      | Nicolás Jarry     | 41        | 6         |
| SRB      | Dušan Lajović     | 42        | 7         |
| TUN      | Malek Jaziri      | 43        | 8         |

- 1 Bảng xếp hạng vào ngày 4 tháng 2 năm 2019.[2]

### Vận động viên khác
Đặc cách:
- Félix Auger-Aliassime
- Francisco Cerúndolo
- David Ferrer

Miễn đặc biệt:
- Juan Ignacio Londero

Vượt qua vòng loại:
- Marcelo Arévalo
- Facundo Bagnis
- Rogério Dutra Silva
- Lorenzo Sonego

### Rút lui
Trước giải đấu
- Pablo Carreño Busta → thay thế bởi  Christian Garín

## Nội dung đôi

### Hạt giống
| Quốc gia | Tay vợt           | Quốc gia | Tay vợt          | Xếp hạng1 | Hạt giống |
| -------- | ----------------- | -------- | ---------------- | --------- | --------- |
| ARG      | Máximo González   | ARG      | Horacio Zeballos | 64        | 1         |
| URU      | Pablo Cuevas      | ESP      | Marc López       | 80        | 2         |
| BRA      | Marcelo Demoliner | DEN      | Frederik Nielsen | 109       | 3         |
| CZE      | Roman Jebavý      | ARG      | Andrés Molteni   | 109       | 4         |

- 1 Bảng xếp hạng vào ngày 4 tháng 2 năm 2019.

### Vận động viên khác
Đặc cách:
- Federico Delbonis /  Guillermo Durán
- Sander Gillé /  Joran Vliegen

## Nhà vô địch

### Đơn
- Marco Cecchinato đánh bại  Diego Schwartzman, 6–1, 6–2

### Đôi
- Máximo González /  Horacio Zeballos đánh bại  Diego Schwartzman /  Dominic Thiem, 6–1, 6–1